# Cerkiew św. Mikołaja w Moskwie (Biersieniewskaja nabierieżnaja)
Cerkiew św. Mikołaja, niekiedy od głównego ołtarza określana także jako cerkiew Trójcy Świętej – prawosławna cerkiew w Moskwie, w dzielnicy Jakimanka, w dekanacie moskworieckim eparchii moskiewskiej miejskiej Rosyjskiego Kościoła Prawosławnego. Stanowi część kompleksu architektonicznego pałacu Awierkija Kiriłłowa.

## Historia
W miejscu zajmowanym obecnie (XXI w.) przez świątynię w końcu XIV w. funkcjonował monaster św. Mikołaja z drewnianą cerkwią. Latopis pod datą 1475 nie wspomina już o klasztorze, a jedynie o cerkwi pod tym wezwaniem. Kolejna wzmianka o tym obiekcie pochodzi z 1625. W latach 50. tego samego stulecia na miejscu dawnych zabudowań monasterskich swoją rezydencję wzniósł Awierkij Kiriłłow. W 1657 z jego polecenia zbudowano cerkiew Trójcy Świętej z bocznym ołtarzem św. Mikołaja. Obiekt wzniesiony był na planie czworoboku, przylegał do niego obszerny przedsionek, a od strony północnej znajdowała się dzwonnica; był z zewnątrz bogato zdobiony. Modelem dla obiektu była cerkiew Trójcy Świętej w dzielnicy Nikitniki, na której wzorowano również szereg innych prawosławnych obiektów sakralnych zbudowanych w Moskwie w II połowie XVII w. W latach 90. XVII w. do cerkwi dostawiono skrzydło, które łączyło ją z rezydencją Kiriłłowa. Świątynia była dwupoziomowa; cerkiew dolna służyła jako grobowiec rodzinny Kiriłłowów, w którym pochowano także Awierkija Kiriłłowa, zamordowanego podczas buntu strzelców.
W 1694 Irina Kiriłłowa, wdowa po synu Awierkija Kiriłłowa, Jakowie, poleciła dostawić do cerkwi drugi ołtarz pod wezwaniem Kazańskiej Ikony Matki Bożej. Z jej inicjatywy zbudowano również cerkiewną dzwonnicę na brzegu Moskwy, na której zawieszono dzwon o wadze 200 pudów. Od 1756 rezydencja Kiriłłowów była własnością państwa, a istniejąca przy niej cerkiew – świątynią parafialną.
Cerkiew poważnie zmieniła wygląd w 1775, gdy dostawiono do niej nowy obszerny przedsionek w stylu klasycystycznym. W 1812 obiekt spłonął w pożarze Moskwy, następnie w 1813 został odbudowany i powtórnie poświęcony. W tak odrestaurowanym obiekcie znalazły się trzy ołtarze: główny Trójcy Świętej oraz boczne św. Mikołaja i św. Teodozjusza Cenobiarchy. W 1820 rozebrano starą dzwonnicę cerkiewną, a w 1854 na jej miejscu zbudowano nową.
Cerkiew pozostawała czynna do 1930, gdy została zlikwidowana decyzją władz radzieckich. W 1932 zburzono dzwonnicę cerkiewną. Budynek został zwrócony Rosyjskiemu Kościołowi Prawosławnemu po 1992, odrestaurowany i przywrócony do pierwotnych funkcji. Pierwsze nabożeństwo po wieloletniej przerwie odprawiono w nim w święto Przemienienia Pańskiego w 1992.